# Víctor Valle
Víctor Valle (15 de febrero de 1990, Manabí, Portoviejo, Ecuador) es un futbolista ecuatoriano. Juega de volante de creación y su actual equipo es el Deportivo Colon de la Segunda Categoría de Ecuador.

## Trayectoria
Hace las formativas con el club Liga Deportiva Universitaria de Portoviejo. Su debut en el fútbol profesional se remite a 2006, año en el que se da su primera aparición en el primer equipo de LDU de Portoviejo en Primera Categoría. En 2010 ficha por Técnico Universitario de Ambato, club con el que un año después conseguiría el campeonato de la Serie B de Ecuador y el ascenso a la serie de privilegio del fútbol ecuatoriano.

## Clubes
| Club                    | País    | Año         |
| ----------------------- | ------- | ----------- |
| LDU de Portoviejo       | Ecuador | 2004-2008   |
| Espoli                  | Ecuador | 2008        |
| Universidad Católica    | Ecuador | 2009        |
| LDU de Portoviejo       | Ecuador | 2009        |
| Técnico Universitario   | Ecuador | 2010-2013   |
| LDU de Portoviejo       | Ecuador | 2014        |
| Colón Fútbol Club       | Ecuador | 2015-2016   |
| Esmeraldas Petrolero    | Ecuador | 2016        |
| Orense Sporting Club    | Ecuador | 2017 - 2018 |
| Club Deportivo La Paz   | Ecuador | 2019        |
| Baldor Bermeo A.F.A     | Ecuador | 2020        |
| Club Atlético Saquisilí | Ecuador | 2021        |
| Club Sport 3 de Julio   | Ecuador | 2022        |
| Deportivo Colon         | Ecuador | 2023        |

## Palmarés

### Campeonatos nacionales
| Título               | Club                  | País    | Año  |
| -------------------- | --------------------- | ------- | ---- |
| Copa Credife Serie B | Técnico Universitario | Ecuador | 2011 |